# Хімена Ермосо
Хімена Ермосо (ісп. Ximena Hermoso; нар. 28 квітня 1991) — колишня мексиканська тенісистка.
Найвищу одиночну позицію світового рейтингу — 331 місце досягла 23 квітня 2012, парну — 329 місце — 20 травня 2013 року.
Здобула 3 одиночні та 5 парних титулів туру ITF.

## Фінали ITF
| турніри $100,000 |
| турніри $75,000  |
| турніри $50,000  |
| турніри $25,000  |
| турніри $10,000  |

### Одиночний розряд: 7 (3–4)
| Результат | Ранг | Дата            | Турнір                 | Покриття | Суперниця              | Рахунок       |
| --------- | ---- | --------------- | ---------------------- | -------- | ---------------------- | ------------- |
| Поразка   | 1.   | 10 травня 2011  | ITF Тенерифе, Іспанія  | Тверде   | Вікторія Ларр'єр       | 1–6, 1–6      |
| Перемога  | 2.   | 11 липня 2011   | Танжер, Марокко        | Ґрунт    | Фатіма Ель Алламі      | 6–1, 7–6(5)   |
| Поразка   | 3.   | 21 липня 2011   | Касабланка, Марокко    | Ґрунт    | Івонне Кавальє Реймерс | 5–7, 6–4, 3–6 |
| Перемога  | 4.   | 18 вересня 2011 | Porto Rafti, Греція    | Тверде   | Офрі Ланкрі            | 4–6, 6–4, 6–2 |
| Перемога  | 5.   | 8 червня 2013   | Амаранте, Португалія   | Тверде   | Нурія Паррісас-Діас    | 6–3, 6–2      |
| Поразка   | 6.   | 16 червня 2013  | Гімарайнш, Португалія  | Тверде   | Клотільда де Бернарді  | 0–6, 2–6      |
| Поразка   | 7.   | 9 червня 2014   | Коацакоалькос, Мексика | Тверде   | Марсела Сакаріас       | 3–6, 6–7(3)   |

### Парний розряд: 14 (5–9)
| Результат | Ранг | Дата             | Турнір                            | Покриття | Партнерка               | Суперниці                                | Рахунок     |
| --------- | ---- | ---------------- | --------------------------------- | -------- | ----------------------- | ---------------------------------------- | ----------- |
| Перемога  | 1.   | 31 травня 2009   | ITF Брага, Португалія             | Ґрунт    | Даніела Муньос Галлегос | Мартіна Бабакова Давінія Лоббінґер       | 6–3, 6–4    |
| Поразка   | 2.   | 20 вересня 2009  | Льєйда, Іспанія                   | Ґрунт    | Гарбінє Мугуруса        | Софія Квацабая Августа Цибишева          | 3–6, 2–6    |
| Перемога  | 3.   | 11 жовтня 2009   | Лас-Франкезас-дал-Бальєс, Іспанія | Ґрунт    | Гарбінє Мугуруса        | Ефрат Мішор Анна Цая                     | 6–2, 6–2    |
| Поразка   | 4.   | 1 листопада 2010 | Ла-Марса, Туніс                   | Ґрунт    | Іветт Лопес             | Аманда Каррерас Шейла Сольсона Коркасона | 4–6, 5–7    |
| Перемога  | 5.   | 7 травня 2011    | Гран-Канарія, Іспанія             | Ґрунт    | Іветт Лопес             | Ніколе Клеріко Мартіна Качіотті          | 6–2, 6–3    |
| Перемога  | 6.   | 14 травня 2011   | Тенерифе, Іспанія                 | Ґрунт    | Іветт Лопес             | Юка Морі Каорі Онісі                     | 6–4, 7–5    |
| Поразка   | 7.   | 13 червня 2011   | Монтемор-у-Нову, Португалія       | Тверде   | Іветт Лопес             | Андреа Гаміс Аманда Каррерас             | 3–6, 4–6    |
| Поразка   | 8.   | 23 липня 2011    | Касабланка, Марокко               | Ґрунт    | Іветт Лопес             | Нур Аббес Агата Бараньська               | 4–6, 2–6    |
| Поразка   | 9.   | 29 жовтня 2011   | Монтего-Бей, Ямайка               | Тверде   | Іветт Лопес             | Дженніфер Брейді Нікола Гюбнерова        | 3–6, 1–6    |
| Поразка   | 10.  | 23 квітня 2012   | Вік (Іспанія), Іспанія            | Ґрунт    | Аманда Каррерас         | Євгенія Пашкова Ізабелла Шинікова        | 1–6, 2–6    |
| Перемога  | 11.  | 14 жовтня 2012   | Мехіко, Мексика                   | Тверде   | Марсела Сакаріас        | Ніка Кухарчук Джессіка Ловренс           | 6–3, 7–5    |
| Поразка   | 12.  | 29 квітня 2013   | Іракліон, Греція                  | Килим    | Ольга Паррес Аскойтія   | Валерія Подда Тамара Чурович             | 3–6, 2–6    |
| Поразка   | 13.  | 18 травня 2014   | ITF Анталія, Туреччина            | Тверде   | Барбара Бонич           | Алекса Гуарачі Кейт Терві                | 3–6, 6–7(6) |
| Поразка   | 14.  | 25 травня 2014   | ITF Анталія, Туреччина            | Тверде   | Даяна Негряну           | Аніта Гусарич Франческа Пальміджано      | w/o         |